# Peugeot Typ 79
Der Peugeot Typ 79 ist ein frühes Automodell des französischen Automobilherstellers Peugeot, von dem 1906 im Werk Audincourt 4 Exemplare produziert wurden.
Die Fahrzeuge besaßen einen Zweizylinder-Viertaktmotor, der vorne angeordnet war und über Kette die Hinterräder antrieb. Der Motor leistete aus 1.817 cm³ Hubraum 10 PS.
Es gab die Modelle 79 A und 79 B. Bei einem Radstand von 265 cm betrug die Spurbreite 135 cm. Die Karosserieform Dienstwagen für die Post bot Platz für zwei Personen.